# Fujiwara no Saneko
Fujiwara no Saneko, född 1245, död 1272, var en kejsarinna, gift med kejsar Kameyama. Hon var även känd som Kyogoku-in